# Amaryllis (yacht)
M/Y Amaryllis är en av tre superyachter av samma modell (Eminence och Titan) som tillverkades av Abeking & Rasmussen i Tyskland. Den sjösattes 2011. Superyachten designades både exteriört och interiört av Reymond Langton Design. Den är 78,43 meter lång och har kapacitet att ha 12 passagerare fördelat på sex hytter. Amaryllis har också plats för 23 besättningsmän.